# Armorial des freguesias de Vila Nova da Barquinha
- il comporte peu ou pas de sources.
- il reste des blasons à dessiner dans cet armorial.

Cette page donne les armoiries (figures et blasonnements) des freguesias de Vila Nova da Barquinha. 
| Image | Nom de la commune et blasonnement |
| ----- | --------------------------------- |
|       | Atalaia                           |
|       | Moita do Norte                    |
|       | Praia do Ribatejo                 |
|       | Tancos                            |
|       | Vila Nova da Barquinha            |